# کاکتوس
کاکتوس گیاهی است، از تیره کاکتوسان (Cactaceae)، متعلق به راسته گیاهی میخک‌سانان که گیاهانی گوشتی و دارای خار هستند. خانوادهٔ کاکتوس‌ها شامل حدود ۱۲۷ سرده و ۱۷۵۰ گونه شناسایی‌شده هستند. این گیاهان، از رده دولپه‌ای‌های جداگلبرگ و بسیار مقاوم به کم‌آبی و خشکی به‌شمار می‌آیند. با وجود این‌که برخی از کاکتوس‌ها بومی مناطق مرطوب هستند، بسیاری از آن‌ها در مناطق گرم و خشک، از جمله در بیابان آتاکاما، یکی از خشک‌ترین نقاط دنیا نیز رشد می‌کنند.
کاکتوس‌ها با تیره‌های دیگر دولپه‌ای‌ها، تفاوت کلی دارند، زیرا ساقه این گیاهان بسیار ضخیم و از حالت استوانه‌ای خارج و برگ‌ها نیز شکل اصلی خود را از دست داده و به صورت خار و تیغ‌های کوچکی درآمده‌اند.
کاکتوس طی فصول مرطوب یا به هنگام توفان‌های ناگهانی آب ذخیره کرده و آن را طی ماه‌های خشک به مصرف می‌رساند. بیشتر کاکتوس‌ها ریشه‌های عمیقی داشته و ساقه شبکه‌مانند آن به عنوان منبع ذخیره آب عمل می‌کند. ساقه کاکتوس توسط تیغ‌هایی محافظت می‌شود. کاکتوس‌ها برگ‌های خیلی کوچکی داشته یا اصلاً برگ ندارند. و ممکن است به جای برگ، دارای تیغ باشند. بیشتر کاکتوس‌ها ریشه‌های عمیقی دارند
کاکتوس ها گیاهان زیبایی هستند که اغلب در آمریکا می رویند ، این گیاه در مواقعی که باران می بارد مانند اسفنج رطوبت را به خود جذب می کند و در مواقعی که هوا خسک است از آن تغذیه می کند.
.
تقریباً همهٔ کاکتوس‌ها، گیاهانی گوشتی هستند، در صورتی‌که همه گیاهان گوشتی، از خانوادهٔ کاکتوس‌ها نیستند. به قسمت‌های برآمده و توپی‌شکل در سطح کاکتوس‌ها توپچه (آرئول) گفته می‌شود. خارها، گل‌ها و ساقه‌های جانبی کاکتوس از روی توپچه می‌روید. اگر یک گیاه گوشتی دارای توپچه باشد، کاکتوس است؛ و اگر دارای این برجستگی‌ها نباشد، کاکتوس نیست.
کاکتوس‌ها، در بسیاری از مناطق شمالی، مرکزی و جنوبی قاره آمریکا از پاتاگونیا در جنوب، تا بخش‌هایی از غرب کانادا در شمال این قاره، به‌طور طبیعی رویش دارند. تنها یک گونهٔ کاکتوس، به‌طور طبیعی، در مناطقی از قاره آفریقا و در سری‌لانکا نیز یافت می‌شود. کاکتوس‌ها امروزه در بسیاری از مناطق گرم و خشک جهان توسط انسان‌ها کاشته و پراکنده شده‌اند. کاکتوس‌ها در ایران تنها چند گونه بومی وجود دارد با این وجود کاکتوس هایی از سرزمین های آمریکای جنوبی و استرالیا به ایران آورده شدند و به سرعت در مناطق بیابانی ایران پراکنده شدند. در کشور ما، کاکتوس های کوچک به عنوان گیاه زینتی مورد استفاده قرار می‌گیرد و طرفداران زیادی دارد.

## مورفولوژی
۱۵۰۰ تا ۱۸۰۰ گونه کاکتوس، عمدتاً در یکی از دو گروه "دسته کاکتوس‌هاً قرار می‌گیرند: انجیر تیغی (زیرخانوادهٔ انجیری‌واران) و "cactoids" (زیرخانوادهٔ کاکتوس‌واران). بیشتر اعضای این دو گروه به راحتی به‌عنوان کاکتوس قابل تشخیص هستند. آن‌ها دارای ساقه‌های آب‌دار گوشتی هستند که اندام‌های اصلی فتوسنتزکننده هستند. آن‌ها برگ‌های غیرموجود، کوچک یا موقت دارند. همچنین گل‌هایی با تخمدان دارند که در زیر کاسبرگها و گلبرگ‌ها قرار داشته و غالباً در یک قسمت گوشتی فرورفته‌اند (بخشی از ساقه که قسمت‌های گل از آن رشد می‌کنند). همه کاکتوس‌ها توپچه (آرئول) دارند. شاخه‌های کوتاه بسیار تخصصی با میان‌گره‌های بسیار کوتاه که باعث تولید خارها، شاخه‌های طبیعی و گل می‌شوند.
بقیه کاکتوس‌ها فقط در دو جنس کاملاً متفاوت قرار می‌گیرند، کاکتوس‌های گل‌سرخی (پرسیکا) و کاکتوس‌واران.
هر توصیف از کاکتوس‌ها به‌طور کلی باید استثنائاتی را برای آن‌ها ایجاد کند. گونه‌های پرسکیا از لحاظ ظاهری به دیگر درختان جنگل‌های گرمسیری شباهت دارند. هنگام بلوغ، آنها دارای ساقه‌های چوبی هستند که ممکن است با پوست و برگ‌هایی با ماندگاری طولانی پوشانده شود که ابزار اصلی فتوسنتز کننده را فراهم می‌کند. گلهای آنها ممکن است دارای تخمدان‌های برتر (یعنی بالاتر از نقاط اتصال کاسبرگ و گلبرگ) و آئرول‌هایی باشند که برگهای بیشتری تولید می‌کنند. دو گونه از کاکتوس‌واران، کروی شکل، کوچک و دارای برگ‌های برجسته در رأس ساقه هستند.

## عادت رشد
کاکتوس‌ها طیف گسترده‌ای از انواع عادات رشد را نشان می‌دهند، که تقسیم آن‌ها به دسته‌های مشخص و تعریف‌شده، بسیار دشوار است اما در مجموع می‌توان آن‌ها را به دسته‌های کلی زیر تقسیم کرد:

### کاکتوس‌های درختی
این دسته از کاکتوس‌ها، می‌توانند با تولید ساقه‌های جانبی، ظاهری مانند درخت داشته باشند. معمولاً آنها دارای یک تنه کم و بیش چوبی‌شده هستند که بر روی آن شاخه‌های زیادی وجود دارد. در تیره پرسکیا شاخه‌ها با برگ پوشانده می‌شوند، بنابراین ممکن است گونه‌های این تیره به عنوان کاکتوس شناخته نشوند. در بیشتر کاکتوس‌های دیگر، شاخه‌ها به‌طور معمول کاکتوس مانند هستند اما فاقد برگ یا پوست می‌باشند و با خار پوشیده شده‌اند، مانند کاکتوس خرطومی. بعضی از کاکتوس‌ها ممکن است به اندازه درخت شوند اما بدون شاخه باشند، مانند نمونه‌های مسن کاکتوس بشکه غول یا Echinocactus platyacanthus. کاکتوس‌ها همچنین ممکن است به عنوان درختچه توصیف شوند، در این نوع کاکتوس‌ها چندین ساقه از زمین رشد می‌کنند یا ساقه‌های جانبی از ساقه‌های بسیار پایین و نزدیک به زمین روی ساقه اصلی رشد می‌کنند. مانند کاکتوس لوله‌ای.

### کاکتوس‌های ستونی
کاکتوس‌های کوچک‌تر را می‌توان ستونی توصیف کرد. آن‌ها از ساقه‌های قائم و استوانه‌ای شکل تشکیل شده‌اند که ممکن است منشعب شوند یا نشوند (بدون تقسیم شدن کاملاً واضح شاخه‌ها از تنه). تعریف مرز بین تنه و شاخه در فرم‌های ستونی و فرم‌های درخت‌مانند یا درختچه‌ای دشوار است. به عنوان مثال نمونه‌های کوچک و جوان کاکتوس پیرمرد، ستونی و تک‌ساقه هستند، در حالی که نمونه‌های بزرگتر و مسن‌تر ممکن است ساقه‌های جانبی به وجود بیاورند و مانند درخت شوند. در برخی موارد، «ستون‌ها» ممکن است افقی باشند تا عمودی. به عنوان مثال، گونهٔ کاکتوس شیطان خزنده (Stenocereus eruca) دارای ساقه‌های خزنده‌ای است که در سطح زمین رشد می‌کنند و در فواصل بین توپچه‌ها ریشه می‌دهند.

### کاکتوس‌های کروی
کاکتوس‌هایی که یا ساقه ندارند یا ساقه بسیار کوتاه دارند را می‌توان کروی توصیف کرد که معمولاً از ساقه‌های کوتاه و گلوله‌ای تشکیل شده‌اند. کاکتوس‌های کروی ممکن است منفرد باشند مانند Ferocactus latispinus یا ساقه‌های آن‌ها به صورت خوشه‌هایی درآیند که می‌توانند برجستگی‌های بزرگی ایجاد کنند. همه یا برخی از ساقه‌های یک خوشه ممکن است دارای یک ریشه مشترک باشند.

### اشکال دیگر
کاکتوس‌های دیگر، ظاهر کاملاً متفاوتی دارند. در مناطق گرمسیری، بعضی از آن‌ها به عنوان گیاه رونده جنگلی و گیاه هوازی (اپی‌فیت) رشد می‌کنند. ساقه‌های آن‌ها به‌طور معمول به شکل پهن سازگار شده‌اند و از نظر ظاهری تقریباً برگ‌مانند هستند و خارهای کمتری دارند یا حتی هیچ خاری ندارد. برگ‌های کاکتوس‌های رونده می‌تواند بسیار طویل باشد. در یک نمونه از اسپندارهای جنگلی فاصله از ریشه تا دورترین ساقه به طول ۱۰۰ متر گزارش شده‌است. کاکتوس‌های اپی‌فیتیک یا هوازی، مانند کاکتوس‌های حصیری یا کاکتوس‌های تعطیلات، اغلب به سمت پایین آویزان می‌شوند و در بالای درختان و روی شاخه درختان رشد می‌کنند و توده‌های متراکم تشکیل می‌دهند.
ظاهر فعلی کاکتوس‌ها نتیجه یک روند سازگاری طولانی و دشوار با محیطی خشک و سخت است. اعتقاد بر این است که اجداد خانواده کاکتوس برای اولین بار در اواخر میانه‌زیستی و ابتدای ترشیاری پدید آمدند، دوره‌ای که گسترش فراوان گیاهان گلدار از ویژگی‌های آن است.
در پاسخ به دگرگونی‌ها در شرایط آب و هوایی و به‌ویژه کاهش دوره به دوره میزان بارش، دسته‌ای از گیاهان در سراسر مناطق گرمسیری جنوب قاره آمریکا آغاز به ذخیره آب در ساقه‌های خود کردند و این ساقه‌ها شکلی «گوشتی» به خود گرفتند. این گیاهان در ابتدا تفاوت آن‌چنانی با دیگر گیاهان برگ‌دار نداشتند و گوشتی‌شدن بخش‌هایی از تنه و ساقه آن‌ها روندی تدریجی داشت. کاکتوس‌های خانواده امروزی کاکتوس‌های گل‌سرخی (پرسکیا) بیشترین شباهت را به آن کاکتوس‌های اولیه دارند.
فرگشت کاکتوس‌ها فرایندی پیچیده از سازگاری بوده‌است که گوشتی‌شدن هدفمند بخش‌هایی از این گیاهان و تبدیل شاخه‌ها به توپچه از نمونه‌های آن است. توپچه در کاکتوس همان شاخه‌های پیشین هستند و خارهای کاکتوس نیز همان برگ‌ها هستند. کاکتوس برای زنده ماندن در مناطق بسیار خشک، در کنار انباشت آب در ساقه خود، به مرور شاخه‌هایش را به صورت توپچه‌ای کوچک درآورده و برگ‌هایش نیز برای دارا بودن از کم‌ترین سطح تعرق، شکل خار به‌خود گرفتند. تنه گیاه هم رفته‌رفته کوتاه‌قدتر و توپی‌تر شده‌است.
در دوره‌های بعد زمین‌شناختی، فشار صفحه‌های قاره‌ای باعث شد تا رشته‌کوه آند در امتداد غربی آمریکای جنوبی ارتفاع بگیرد و در نتیجه آب‌وهوای بسیاری از مناطق، دوباره مرطوب شود و این امر باعث مرگ و انقراض بسیاری از کاکتوس‌های خشکی‌پسند شد. برخی از گونه‌های کاکتوس اما توانستند دوباره خود را با شرایط جدید تطبیق دهند و خارهای آن‌ها امروزه شکل پهن‌تر و برگ‌مانند دارد اما برگ واقعی نیست. تیره‌هایی چون کاکتوس‌های تعطیلاتی، کاکتوس‌های حصیری و کاکتوس‌های ارکیده‌ای از نمونه‌های این دسته از کاکتوس‌ها هستند. به خاطر جدایی قاره آمریکا از دیگر قاره‌های جهان، رویش کاکتوس‌ها تا زمان حاضر به همین قاره محدود مانده بود.

## طبقه‌بندی
کاکتوس‌ها به چهار زیرخانواده تقسیم می‌شوند. بزرگ‌ترین زیرخانواده کاکتوس‌واران نام دارد که ۹ تبار را در خود جای داده‌است. چهار زیرخانواده کاکتوس عبارتند از:
- کاکتوس‌های گل‌سرخی (Pereskioideae)
- انجیری‌واران (Opuntioideae)
- کاکتوس‌های بالشتی (Maihuenioideae)
- کاکتوس‌واران (Cactoideae)

کاکتوس‌های گل‌سرخی در واقع کاکتوس‌هایی هستند که کاملاً داری برگ می‌باشند و از نظر ظاهری تا حدودی مانند گل‌های رز رونده می‌باشند با این تفاوت که آن‌ها از خانواده کاکتوس‌ها و دارای توپچه (آرئول) هستند.
انجیری‌واران کاکتوس‌هایی هستند که دارای برگ‌های موقتی هستند که در جوانه‌های نوظهور دیده می‌شوند و به سرعت و بر اثر افزایش سن و کمبود رطوبت، می‌ریزند. در کاکتوس‌واران، برگی مشاهده نمی‌شود.

## نگارخانه

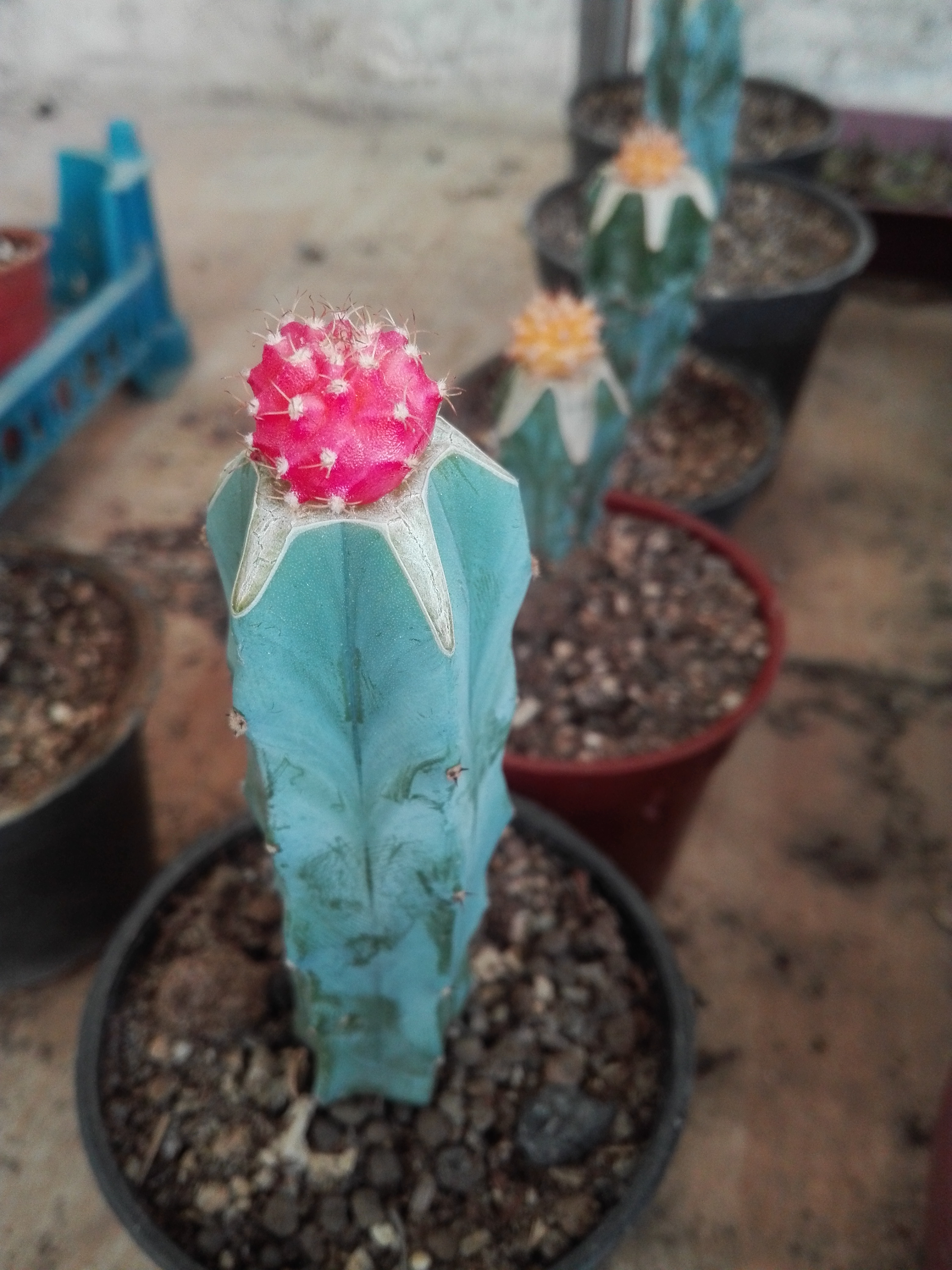
ژیمینو رنگی روی میرتلو
چاکلت روی پایه نقره ای
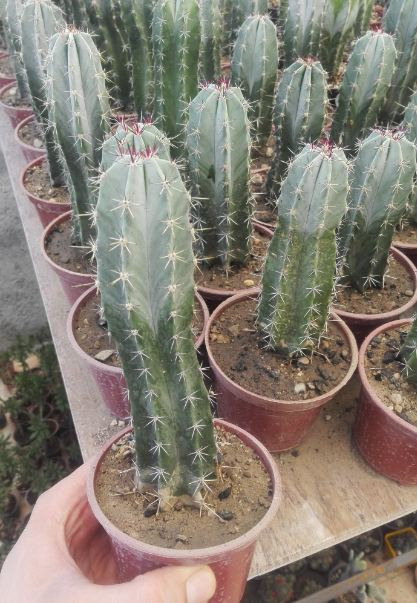
پایه نقره ای
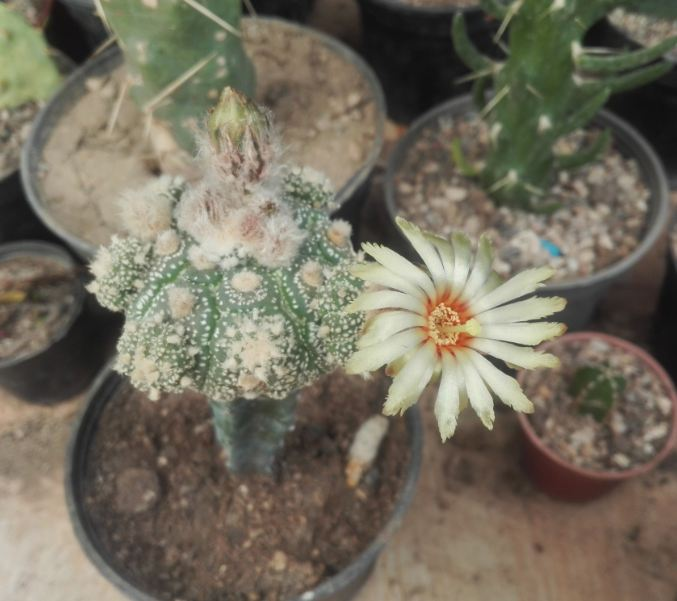
آستریاس لاک پشتی
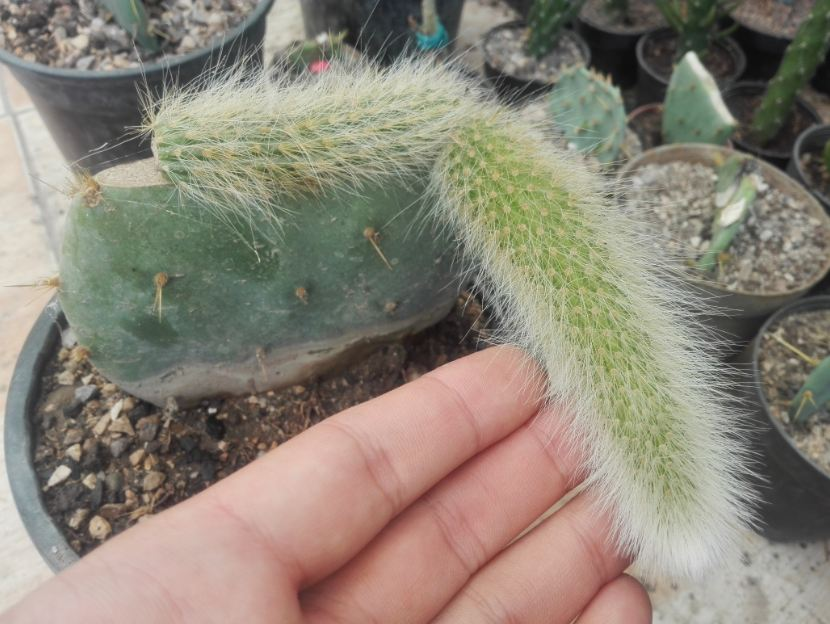
دم روباهی روی اپونتیا
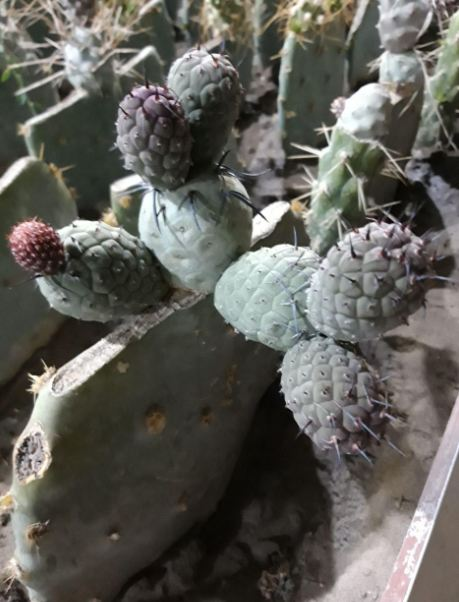
تفرو جئو
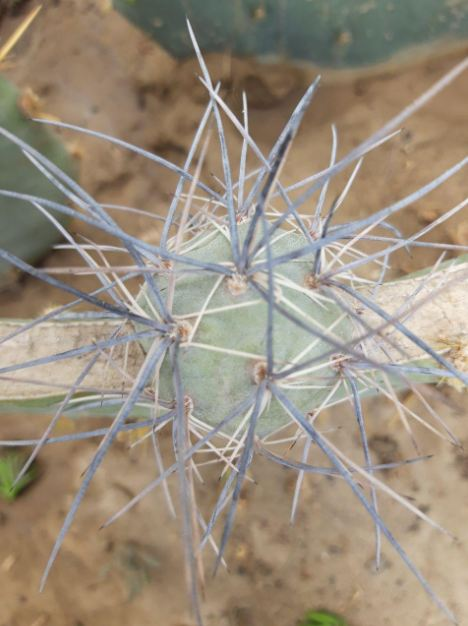
تفرو الکساندری
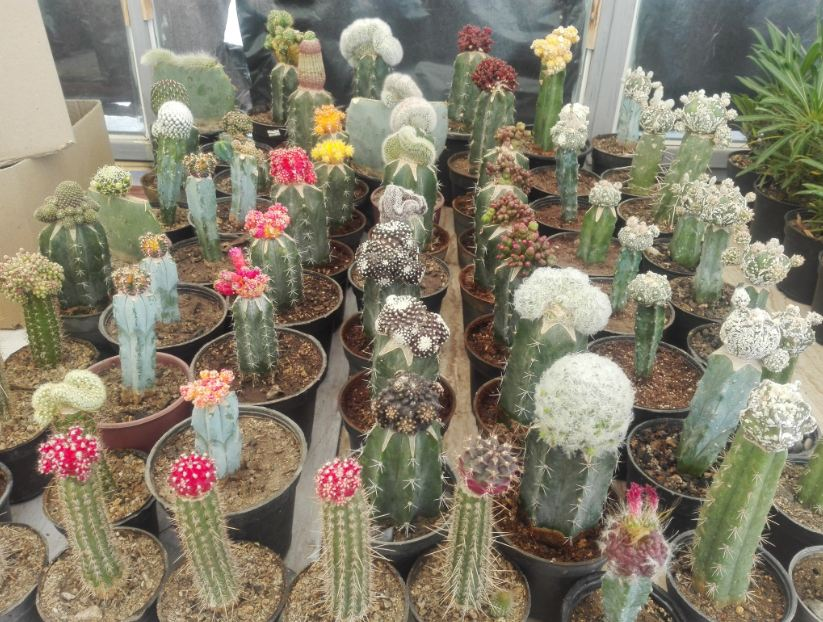
انواع مامیلاریا ، ژیمینو، آستروفیتوم، آریوسیز، فروکاکتوس ، نئوپرتریا و...
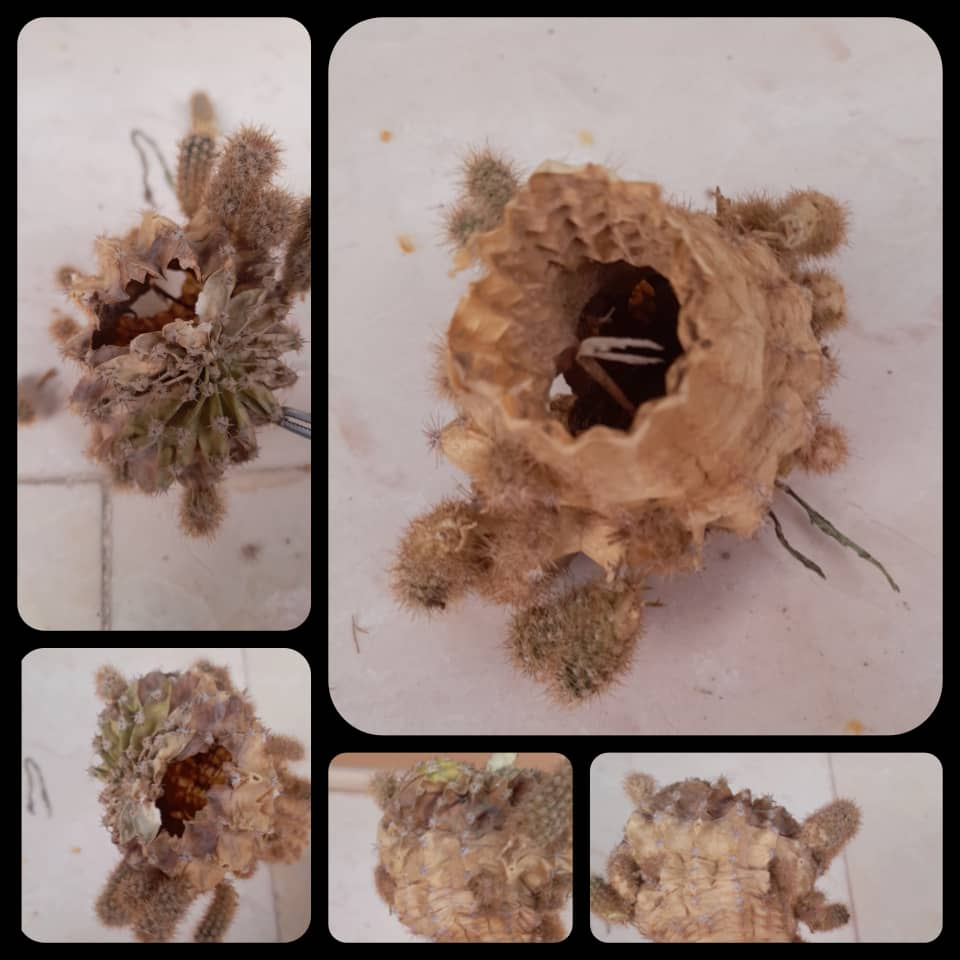
کاکتوس کاملا خشک شده